# Список умерших в 918 году
В этой статье представлен список известных людей, умерших в 918 году.
См. также: Категория:Умершие в 918 году

## Январь
- 16 января — Миёси Киёцура[англ.] — японский учёный и государственный деятель
- 21 января — Лю Чжичжун[англ.] — китайский полководец при правителях династии Поздняя Лян, казнён

## Февраль
- 12 или 24 февраля — Беттон[фр.] — епископ Осера (915—918), святой

## Июнь

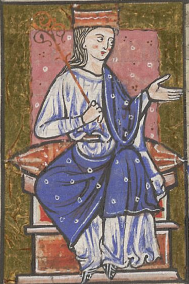
Этельфледа Мерсийская

- Этельфледа Мерсийская 12 июня — Этельфледа Мерсийская — королева Мерсии (911—918); дочь Альфреда Великого и сестра Эдуарда Старшего, супруга графа Этельреда Мерсийского, известная также как Леди Мерсии или Железная Леди Мерсии

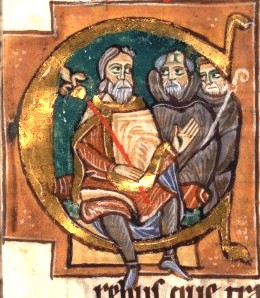
Гильом I Благочестивый

- Гильом I Благочестивый28 июня — Гильом I Благочестивый — граф Оверни, Макона, Буржа и Лиона (886—918), герцог Аквитании (893—918)

## Июль
- 2 июля — Рен Неймин[англ.] — жена основателя царства Минь Ван Шэньчжи
- 11 июля — Ван Цзянь — император (907—918), основатель династии Ранняя Шу
- 24 июля — Кунъе — последний правитель корейского государства Тхэбон (901—918), убит

## Август
- 11 августа — Эббон[нем.] — аббат бенедиктинского монастыря в Мюнстершварцахе

## Сентябрь

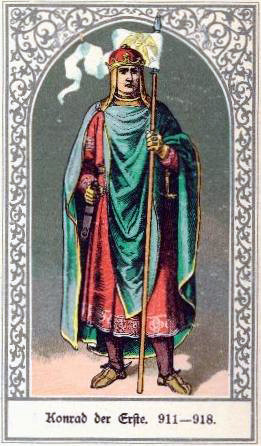
Конрад I

- Конрад I7 сентября — Айкон[итал.] — архиепископ Милана (906—918)
- 10 сентября — Бодуэн II Лысый — граф Фландрии (879—918)

## Октябрь
- 1 октября — Императрица Чжоу[англ.] — жена императора Ван Цзяня

## Декабрь
- 23 декабря — Конрад I — король Восточно-Франкского королевства (Германии; 911—918)

## Точная дата смерти неизвестна

Ашот I Кухи

- Ашот I Кухи Ашот Кухи — грузинский князь из династии Багратиони, правитель Тао
- Бернар I[порт.] — виконт Альби
- Гильом I — граф Перигора (886—918)
- Имерий[англ.] — командующий византийским флотом
- Квирике I[англ.] — князь и хорепископ Кахети (893—918)
- Сюй Чжицун Старший[англ.] — младший регент государства У в период Пяти династий и десяти королевств
- Ли Ян (Ву)[англ.] — китайский чиновник при династиях Тан и Поздняя Лян, казнён
- Манассе I Старый — граф Шалона (887—918)
- Оттир Чёрный[англ.] — норвежский ярл, занимавший видное место в Великобритании и Ирландии начала X века, погиб в бою с шотландцами
- Тан Куанбо[англ.] — правитель префектуры Кьян в современном Ганьчжоу
- Хусейн ибн Хамдан — генерал из династии Хамданидов в Аббасидском халифате, казнён по приказу халифа
- Чжу Цзинь[англ.] — полководец государства Ву
- Эд — граф Тулузы (886—918), граф Руэрга и Керси (872—898), маркиз Готии (918)